# 在香港的巴基斯坦人
在港巴基斯坦人是香港的少数族裔，共有 
18,094人。在2011年的人口普查中，有17,253 人拥有巴基斯坦国籍，但在2016年的人口普查中，这一数字已降至15,234。